# Anchenoncourt-et-Chazel
Anchenoncourt-et-Chazel är en kommun i departementet Haute-Saône i regionen Bourgogne-Franche-Comté i östra Frankrike. Kommunen ligger i kantonen Amance som tillhör arrondissementet Vesoul. År 2022 hade Anchenoncourt-et-Chazel 229 invånare.

## Befolkningsutveckling
Antalet invånare i kommunen Anchenoncourt-et-Chazel
| Referens: INSEE |